# Johann Siegwald Dahl

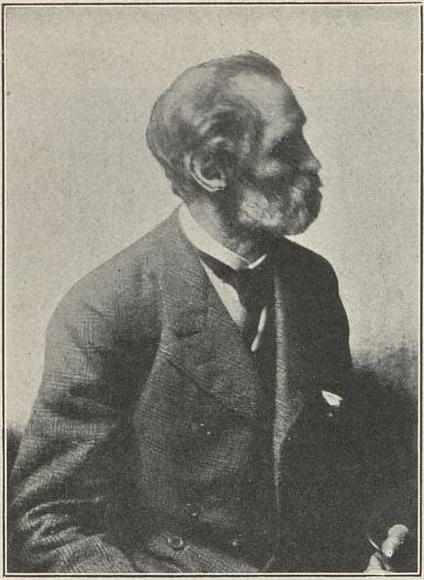
Siegwald Dahl

Johann(es) Siegwald Dahl (* 16. August 1827 in Dresden; † 15. Juni 1902 ebenda) war ein deutscher Landschafts- und Tiermaler.

## Leben
Dahl war das vierte und jüngste Kind des norwegischen Landschaftsmalers Johan Christian Clausen Dahl und dessen erster Frau Dorothea Franziska Friederike Emilie (geborene Freiin von Block; 28. Juli 1801 – 1827), der Tochter des Sammlers Peter Ludwig Heinrich von Block, die kurz nach seiner Geburt starb. Der Vater vermählte sich 1830 mit seiner Schülerin Amalie von Bassewitz (* 15. Januar 1794), die noch im selben Jahr im Kindbett starb. So wuchs er ohne Mutter auf. In dem Haus an der Elbe Nr. 33 lebte 20 Jahre lang als Hausgenosse und Freund seines Vaters der Maler Caspar David Friedrich mit seinen Kindern.
Den ersten Unterricht in der Kunst erhielt er durch seinen Vater, der seit 1818 Dresden lebte und der später Professor an der dortigen Kunstakademie wurde. Dahl ließ sich von November 1842 bis 1846 an der Akademie unter Johann Friedrich Wilhelm Wegener in der Tiermalerei ausbilden. Im Jahr 1851 begab er sich zunächst nach London, um die Tierbilder Edwin Landseers zu studieren, und reiste anschließend weiter nach Paris. Er unternahm auch mehrere Reisen nach Norwegen, um die Heimat seines Vaters zu erkunden und die Natur des Landes zu studieren. Dort entstanden viele Motive seiner landschaftlichen Tierbilder. Dahls fertigte überwiegend Genreszenen aus dem Leben von Hunden, Pferden, Rehen, Vögeln. Mit seinem Malstil hatte er Einfluss auf die Werke des Malers Ferdinand von Rayski, mit dem zusammen jährlich in Milkel, Reibersdorf und anderen Orten Studien nach der Natur machte. Das Gemälde Fuchs am Bau soll ein Gemeinschaftswerk beider Künstler entstanden sein. Er fertigte aber auch Porträtzeichnungen. Seine Werke signierte er oftmals mit „SD“, „S. Dahl“ oder „Siegwald Dahl“.
Dahl wurde am 12. November 1864 zum Ehrenmitglied der Königlichen Kunstakademie zu Dresden ernannt. Bei seiner Begräbniszeremonie ließ Nationalgalerie von Christiania durch Woldemar von Seidlitz an seinem Sarg einen Kranz niederlegen.

## Familie
Dahl war seit 1881 mit Catharina Streidl (1850–1918) verheiratet.
Seine ältere Schwester Caroline Elisabeth Dahl (28. April 1822 – 27. Dezember 1894) war seit dem 8. Mai 1848 mit dem norwegischen Kabinettsminister Anders Sandøe Ørsted Bull (1817–1907) verheiratet und hatte zwei Söhne Georg Jacob Bull (1849–1873) und Karl Sigwald Johannes Bull (1860–1936).

## Werke (Auswahl)

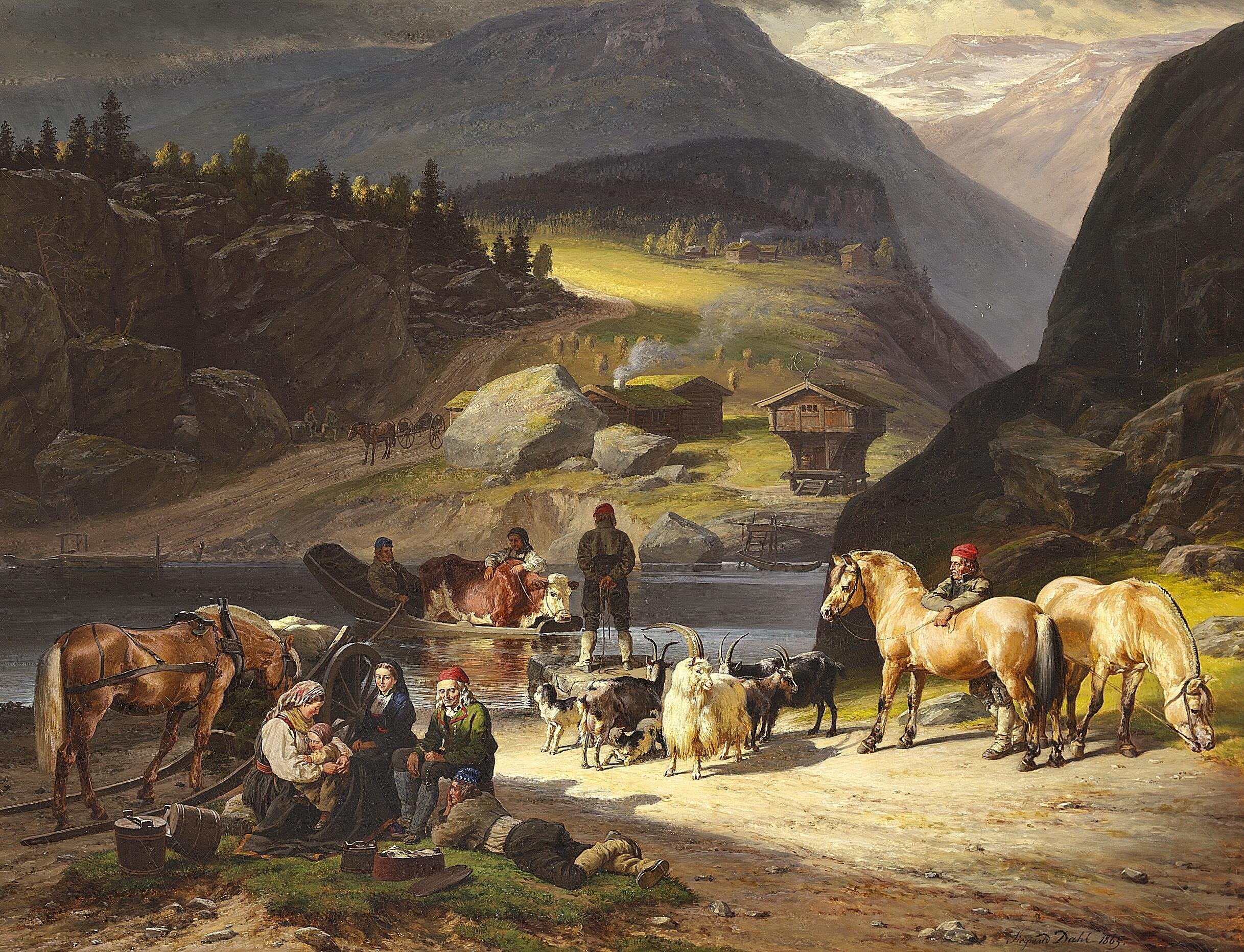
Partie aus Telemarken in Norwegen

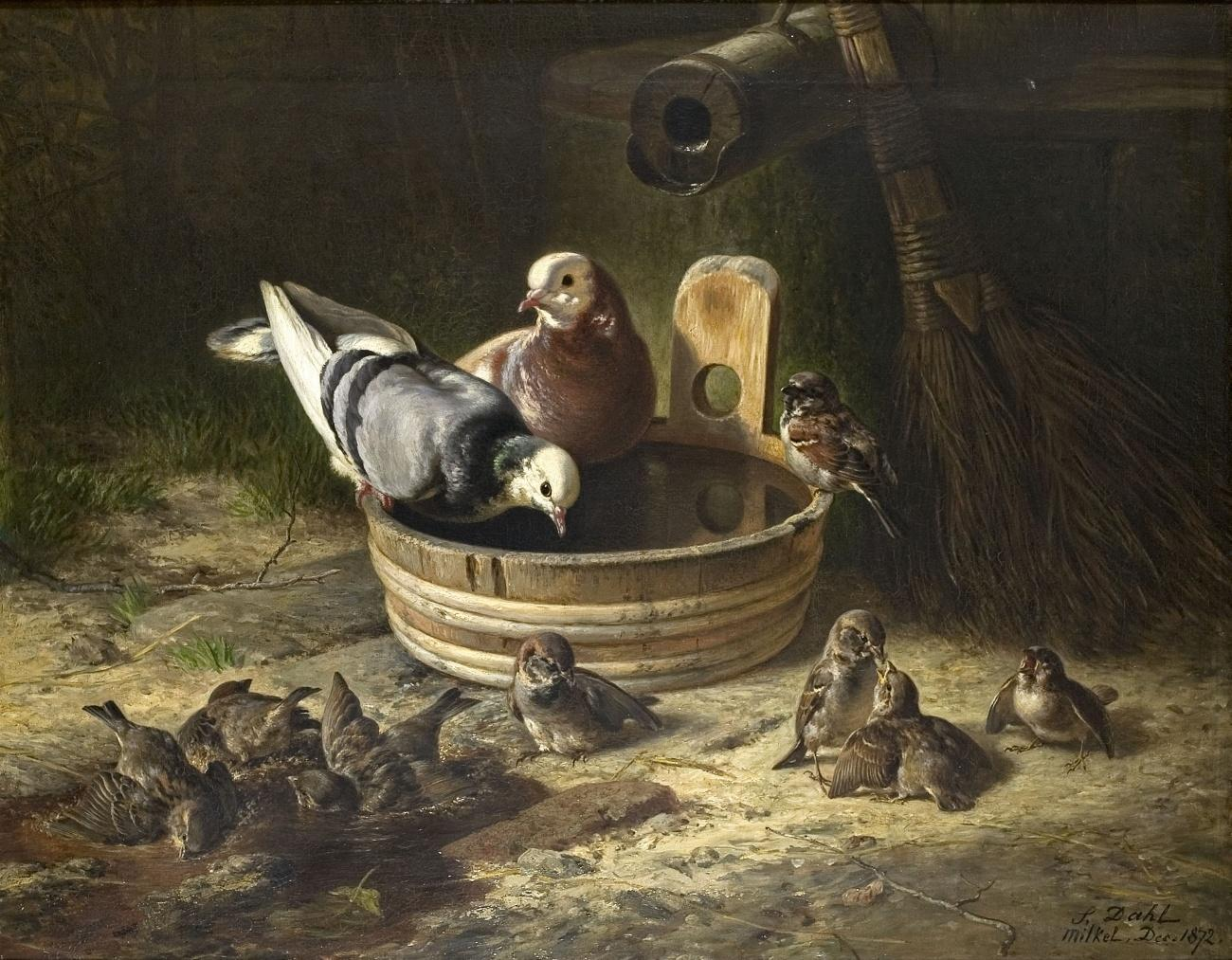
Tauben und Spatzen an der Tränke

- 1848: Bildnis seines Vaters vor der Staffelei (auch 1854 von ihm selbst als Radierung reproduziert)
- 1853: Sperlinge bei der Hundehütte
- 1854: Drei englische King Charles-Hunde
- 1861: Der Fehlschuss (Dresdner Galerie; Ein verwundetes Reh auf beschneitem Boden mit seinem Kälbchen)
- 1863: Eine Fähre in Telemarken in Norwegen (Dresdner Galerie)
- 1866: Ruine Sonnenberg bei Wiesbaden, Abendbeleuchtung
- 1868: Schlittenfahrt über einen norwegischen Fjord
- 1870: Junge Katzen
- 1872: Tauben und Spatzen an der Tränke
- 1874: Wilde Enten vom Fuchs überfallen (Museum Hannover)
- 1876: Rufender Hirsch im Abendnebel
- 1888: Das Nordkap bei Mitternachtssonne